# Katholieke Kerk in Wit-Rusland

Wit-Rusland.

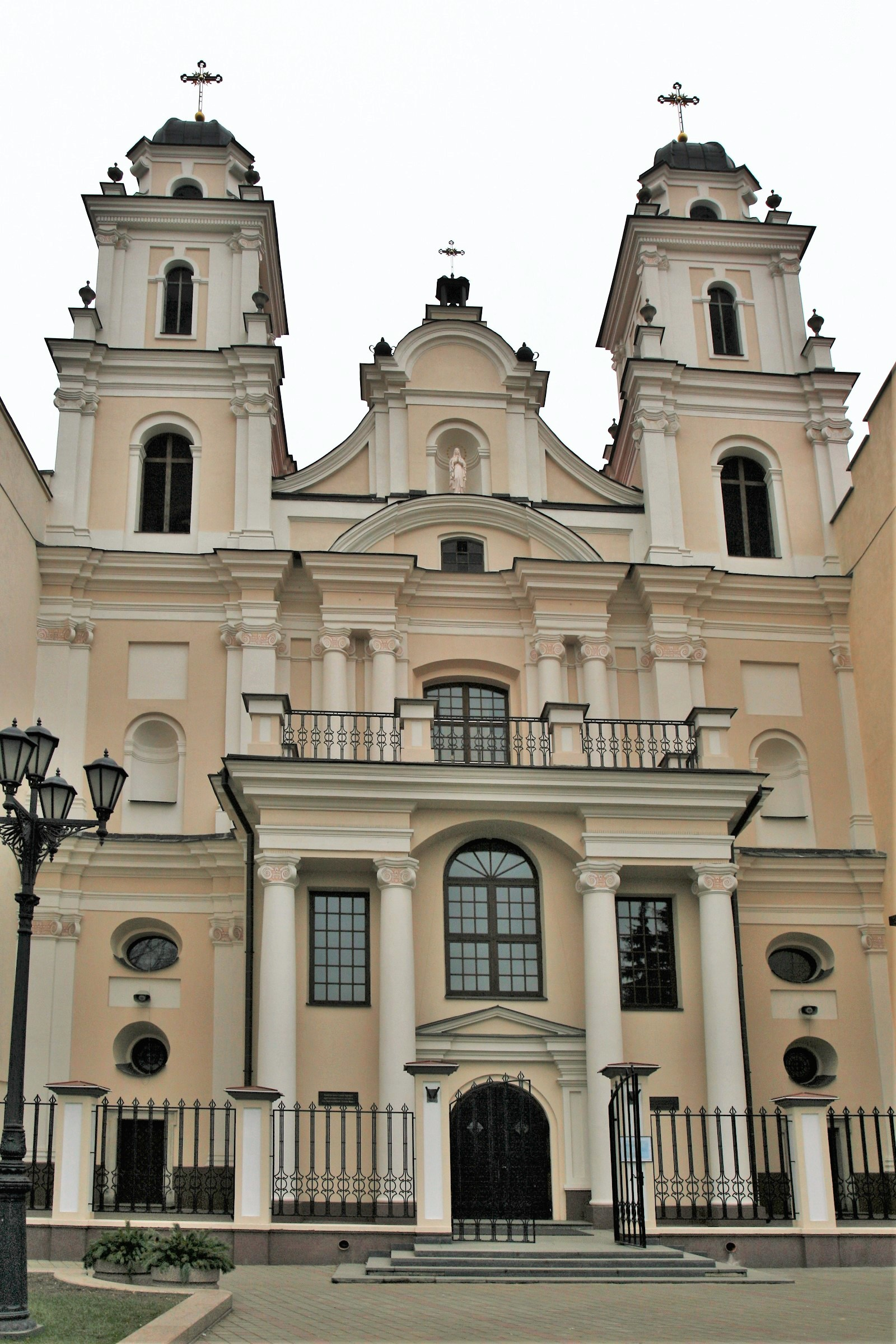
Kathedraal van Minsk

De Katholieke Kerk in Wit-Rusland maakt deel uit van de wereldwijde Katholieke Kerk, onder het leiderschap van de paus en de Curie.
In de voormalige Poolse gebieden in het westen overheerst het katholicisme (8% van de bevolking van Wit-Rusland). Het overgrote deel van de Wit-Russische katholieken horen tot de Rooms-Katholieke Kerk. De Grieks-Katholieke Kerk (Uniaten), die de oosterse ritus volgt, telt er zo'n 7.000 leden.
Apostolisch nuntius voor Wit-Rusland is sinds 25 maart 2025 aartsbisschop Ignazio Ceffalia.

## Rooms-katholieke bisdommen
1. Kerkprovincie Minsk-Mahiljou
  1. Aartsbisdom Minsk-Mahiljou
  2. Bisdom Grodno
  3. Bisdom Pinsk
  4. Bisdom Vitebsk

Bisdommen in Wit-Rusland
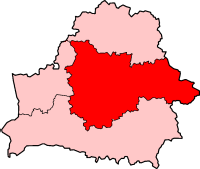
Aartsbisdom Minsk-Mahiljou
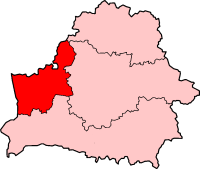
Bisdom Grodno
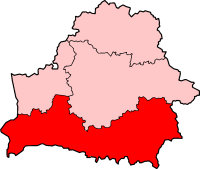
Bisdom Pinsk
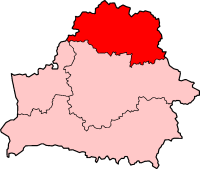
Bisdom Vitebsk

## Grieks-Katholieke Kerk
De Grieks-Katholieke Kerk in Wit-Rusland telt enkele duizenden gelovigen en heeft geen eigen hiërarchie.